# أليسون إليوت
أليسون إليوت (بالإنجليزية: Alison Elliott)‏ مواليد 19 مايو 1970 في سان فرانسيسكو، هي ممثلة أمريكية بدأت مسيرتها الفنية عام 1989.

## وصلات خارجية
- أليسون إليوت على موقع IMDb (الإنجليزية)
- أليسون إليوت على موقع ألو سيني (الفرنسية)
- أليسون إليوت على موقع أول موفي (الإنجليزية)
- أليسون إليوت على موقع قاعدة بيانات الأفلام السويدية (السويدية)
- أليسون إليوت على موقع قاعدة بيانات الفيلم (الإنجليزية)
- أليسون إليوت على موقع كينوبويسك (الروسية)